# エッジ・オブ・サニティ
エッジ・オブ・サニティ (Edge of Sanity)は、スウェーデン出身のデスメタル・バンド。メロディックデスメタル（メロデス）の誕生・発展に多大な貢献を果たした。オーペスのミカエル・オーカーフェルトと互いに影響を与え合い、共に70年代のプログレッシブ・ロックとデスメタルを組み合わせたスタイルを作り上げた。

## 略歴
1989年11月にレコーディングスタジオを所有するダン・スワノ（ボーカル）と、そのスタジオの利用者を中心に結成。当初は単なるセッションバンドで、本格的な活動を視野に入れていなかった。
1990年、ブラック・マーク・プロダクションと契約。1991年に1stアルバム『ナッシング・バット・デス・リメインズ』をリリースしデビュー。その後も、デモをリリースしつつ、2ndアルバム『アンオーソドックス』、3rdアルバム『スペクトラル・ソロウズ』をリリースする。1994年にリリースされた4thアルバム『パーガトゥリィ・アフターグロウ』で、ビクターエンタテインメントから日本盤がリリースされ、日本デビューを果たす。1stから3rdアルバムまでのアルバムも日本盤がリリースされた。
1996年に40分以上に及ぶ超大作「Crimson」1曲のみで構成された5thアルバム『クリムゾン』をリリース。1997年リリースの6thアルバム『インフェルナル』は、何れの曲もコンパクトかつストレートにまとめられ、キーボードやアコースティック・ギター等の凝った装飾を排したアレンジも、至ってシンプルな作風に変わっていった。『インフェルナル』は、各楽曲ごとに奏者がクレジットされており、各楽曲ごとに関わっている人が異なっている。しかし、同年中に音楽的意見の相違によってダン・スワノは脱退。代わりに、ローベルト・カールソンがボーカリストとして参加。同年に、7thアルバム『クリプティック』をリリース。1999年前後に解散。
2003年にダン・スワノ一人によって再結成。同年8thアルバム『Crimson II』リリース。同作では基本的に全てのパートをダン・スワノ一人が担っている。また、ボーカリスト2人とギタリスト2人がゲストで参加している。5thアルバム『クリムゾン』に通じる作品で、前述の「Crimson」を超える43分の超大作「Crimson II」1曲で構成されている。但し本作では、その1曲を9つのパートにわけ、それを更に1トラック2分未満に分割して収録しており、44トラック・43分というアルバムになっている。本作は唯一日本盤がリリースされなかったアルバム。同年中に、再び解散した。

## 影響
中心人物のダン・スワノはいくつかのインタビューで自身のルーツを語っている。幼少期にはキッス、ジューダス・プリースト、ダスト、ラモーンズ、ユーライア・ヒープ、モキシーなどを愛聴していた。エクストリームメタルの中では、デス、ペスティレンス、ヴォイヴォド、セルティック・フロスト、キャンドルマスからの影響を語っている。あるインタビューではお気に入りのプログレッシブ・ロック・アルバムとして、ジェネシスの『月影の騎士』、カンサスの『永遠の序曲』、マリリオンの『美しき季節の終焉』、スポックス・ビアードの『カインドネス・オブ・ストレンジャーズ』、UKの『デンジャー・マネー』を挙げている。人生を変えたメタルのアルバムは、デスの『レプロシー』、マーシフル・フェイトの『ドント・ブレイク・ジ・オース～禁断の誓い』と『メリッサ』、ジューダス・プリーストの『運命の翼』と『背信の門』、W.A.S.P.の『魔人伝』だという。

## メンバー

### 最終メンバー
- ダン・スワノ（Dan Swanö） - リードボーカル・ギター・ベース・キーボード・ドラム （1989年-1997年、2003年）
  - マルチプレイヤーで様々な楽器の演奏を行うことができる。結成時はボーカル専任だったが、5thアルバム『クリムゾン』よりギター、キーボードを担うようになる。6thアルバムの一部楽曲では、ベースも兼任。再結成後は、全ての楽器を一人で担った。音楽プロデューサーとしても活動しており、結成当時フィンスポングにスタジオを所有。同スタジオは、その後エッジ・オブ・サニティ活動中に、エレブルー県エレブルーに移転している。

### 旧メンバー
- ローベルト・カールソン（Roberth Karlsson） - ボーカル （1997年-1999年）
  - インキャパシティでも活動。スカー・シンメトリー、フェイスブレイカーなどで活動中。
- サミ・ネルベリ （Sami Nerberg） - ギター （1989年-1999年）
  - 6thアルバム『インフェルナル』には不参加。
- アンドレアス・ドレッド・アクセルソン（Andreas "Dread" Axelsson） - ギター （1989年-1999年）
  - 3rdアルバム『スペクトラル・ソロウズ』では、ベースも兼任した。
  - 3rdアルバムより、ドレッド（Dread）名義でクレジットされるようになった。
  - マーダック、インキャパシティではボーカリストとして活動していた。
- アンデシュ・リンドベリ（Anders Lindberg） - ベース （1989年-1999年）
  - 3rdアルバム『スペクトラル・ソロウズ』には、兵役の関係で参加できなかった。
- ベニー・ラーション（Benny Larsson） - ドラム （1989年-1999年）

### セッション・メンバー
- アンデシュ・モーレビ （Anders Måreby） - チェロ
  - 『クリムゾン』に参加。
- ミカエル・オーカーフェルト （Mikael Åkerfeldt） - ボーカル、リードギター
  - 『クリムゾン』に参加。オーペスで活動。
- ピーター・テクレン （Peter Tägtgren） - リードギター
  - 「The Breakness Of It All」（『インフェルナル』収録）に参加。
- ローゲル・ヨハンソン （Roger Johansson） - リードボーカル
  - 『Crimson II』に参加。
- ヨナス・グランヴィク （Jonas Granvik） - バッキングボーカル
  - 『Crimson II』に参加。ウィズアウト・グリーフで活動。
- マイク・ウェッド （Mike Wead） - リードギター
  - 『Crimson II』に参加。キング・ダイアモンド、マーシフル・フェイト、キャンドルマス、バイブルブラックなどで活動。
- シモン・ヨハンソン (Simon Johansson) - リズムギター
  - 『Crimson II』に参加。バイブルブラックなどで活動。

## ディスコグラフィ

### アルバム
- 『ナッシング・バット・デス・リメインズ』 - Nothing But Death Remains (1991年)
- 『アンオーソドックス』 - Unorthodox (1992年)
- 『スペクトラル・ソロウズ』 - The Spectral Sorrows (1993年)
- 『パーガトゥリィ・アフターグロウ』 - Purgatory Afterglow (1994年)
- 『クリムゾン』 - Crimson (1996年)
- 『インフェルナル』 - Infernal (1997年)
- 『クリプティック』 - Cryptic (1997年)
- Crimson II (2003年)

### EP
- Until Eternity Ends (1994年)

### コンピレーション・アルバム
- 『エヴォリューション』 - Evolution (1999年) ※未発表音源集
- When All Is Said (2006年) ※ベスト盤

### デモ
- Euthanasia (1989年)
- Kur-Nu-Gi-A (1990年)
- The Dead (1990年)
- The Immortal Rehearsals (1990年)
- Dead But Dreaming (1992年)
- Darkday (1993年)
- Lost (1993年)
- The Spectral Sorrows Demos (1993年)
- Infernal Demos (1996年)